# 전미연구평의회

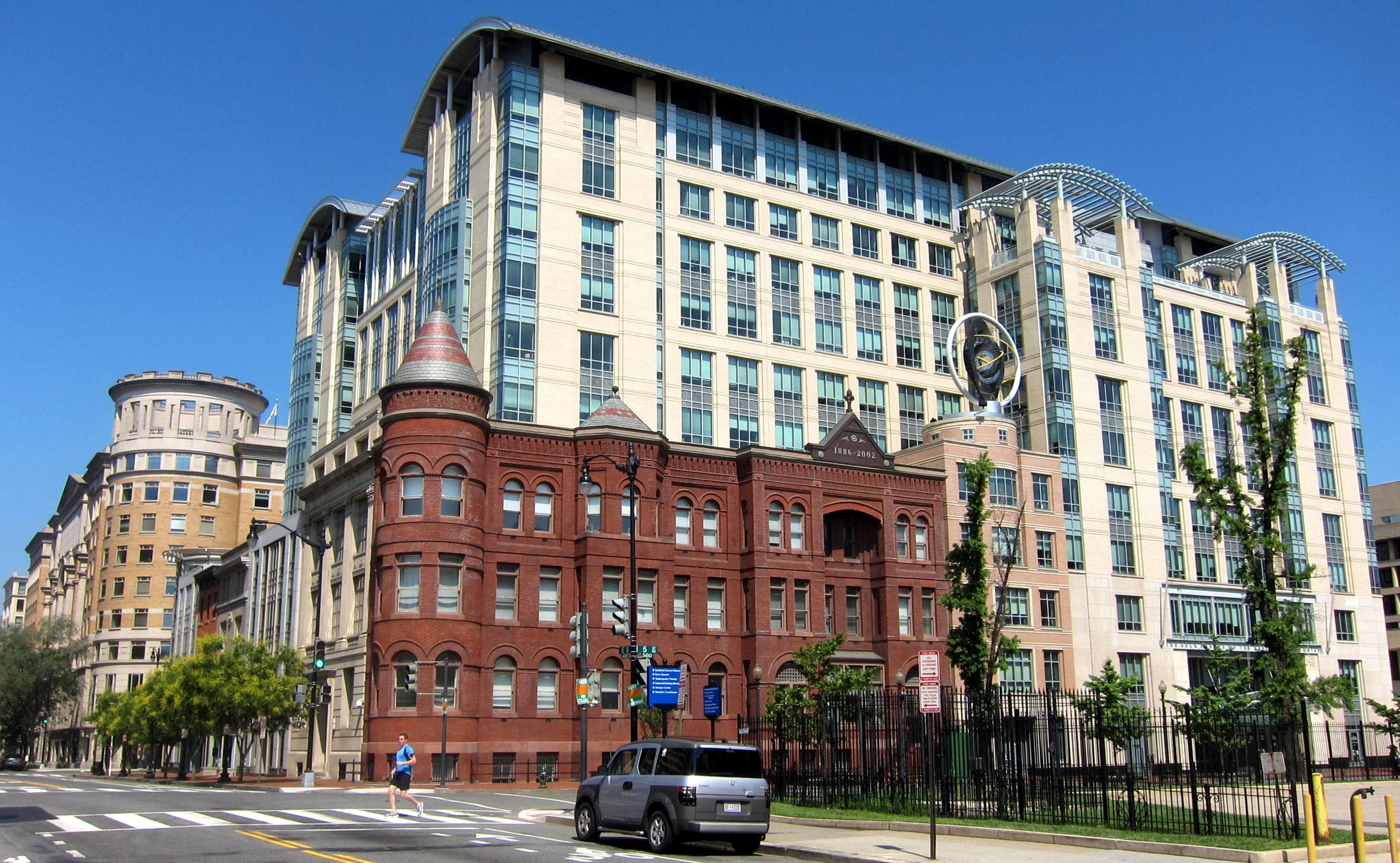

전미연구평의회(National Research Council, NRC)는 미국의 전미과학공학의학한림원의 중요 부분으로서 한림원이 마치는 연구 대부분을 수행한다.
전미과학공학의학한림원은 다음을 포함한다:
- 전미과학한림원 (내셔널아카데미 오브 사이언스, NAS)
- 전미공학한림원 (내셔널아카데미 오브 엔지니어링, NAE)
- 의학원(Institute of Medicine, IOM)

한림원의 세 조직과 달리, 전미연구평의회는 멤버십 조직에 속하지 않는다.